# Elecciones presidenciales de Argentina de 1862
Las elecciones presidenciales de Argentina de 1862 se llevaron a cabo para elegir al primer presidente de la República Argentina, luego de finalizada la Guerra entre el Estado de Buenos Aires y la Confederación Argentina, con el triunfo de aquel. En las mismas resultó elegido Bartolomé Mitre, del Partido Liberal, que en ese momento era presidente de facto del país y comandante del ejército porteño, para desempeñarse en el período 1862-1868. Como vicepresidente fue elegido Marcos Paz, del mismo partido.
Las elecciones se realizaron bajo las reglas de la Ley Electoral 207 de la Confederación, que mantuvo en vigencia el régimen de «voto cantado», que se caracterizó históricamente por el fraude electoral masivo, la violencia en los comicios, el voto venal (pago) y la baja participación, sin que se permitiera votar ni ser elegidas a las mujeres. Solo concurrió a votar el 1% de la población. La Constitución establecía que la elección del presidente y vicepresidente debía realizarse en forma indirecta y por separado, delegando la elección final de cada uno en colegios electorales provinciales integrados por representantes elegidos en la elección primaria, por el sistema de lista completa, siendo electos todos los candidatos más votados, en cada distrito electoral.
Mitre fue el único candidato al puesto y fue elegido sin votos en contra en el Colegio Electoral, aunque 23 electores sobre 156, se abstuvieron. En la elección del vicepresidente, el Colegio Electoral eligió por mayoría de 91 electores a Marcos Paz, también del Partido Liberal, derrotando a otros ocho candidatos.

## Resultados del Colegio Electoral
| Candidato a Presidente | Candidato a Presidente | Partido            | Votos Electorales |
| ---------------------- | ---------------------- | ------------------ | ----------------- |
|                        | Bartolomé Mitre        | Partido Liberal    | 133               |
| Total de votos         | Total de votos         | Total de votos     | 133               |
| Abstenciones           | Abstenciones           | Abstenciones       | 23                |
| Total de electores     | Total de electores     | Total de electores | 156               |

| Candidato a Vicepresidente | Candidato a Vicepresidente | Partido            | Votos Electorales |
| -------------------------- | -------------------------- | ------------------ | ----------------- |
|                            | Marcos Paz                 | Partido Liberal    | 91                |
|                            | Manuel Taboada             | Unitario           | 16                |
|                            | Tadeo Rojo                 | Independiente      | 6                 |
|                            | Domingo Faustino Sarmiento | Independiente      | 5                 |
|                            | Mariano Fragueiro          | Unitario           | 5                 |
|                            | Dalmacio Vélez Sarsfield   | Unitario           | 3                 |
|                            | Manuel Anselmo Ocampo      | Independiente      | 3                 |
|                            | Manuel Urdinarrain         | Independiente      | 3                 |
|                            | Valentín Alsina            | Partido Liberal    | 1                 |
| Total de votos             | Total de votos             | Total de votos     | 133               |
| No votaron                 | No votaron                 | No votaron         | 23                |
| Total de electores         | Total de electores         | Total de electores | 156               |

### Resultados por Provincia
| Provincia           | Presidente |         | Vicepresidente | Vicepresidente | Vicepresidente | Vicepresidente | Vicepresidente  | Vicepresidente | Vicepresidente | Vicepresidente | Vicepresidente |  | No votaron |
| Provincia           | Mitre      | Paz     | Taboada        | Rojo           | Sarmiento      | Fragueiro      | Vélez Sarsfield | Ocampo         | Urdinarrain    | Alsina         |                |  | No votaron |
| ------------------- | ---------- | ------- | -------------- | -------------- | -------------- | -------------- | --------------- | -------------- | -------------- | -------------- | -------------- |  | ---------- |
| Buenos Aires        | 25         |         | 15             | 4              |                | 1              |                 | 1              | 3              |                | 1              |  | 3          |
| Catamarca           | No votó    | No votó | No votó        | No votó        | No votó        | No votó        | No votó         | No votó        | No votó        | No votó        | 10             |  |            |
| Córdoba             | 12         | 3       |                |                | 4              | 5              |                 |                |                |                | 4              |  |            |
| Corrientes          | 11         | 11      |                |                |                |                |                 |                |                |                | 1              |  |            |
| Entre Ríos          | 8          | 3       |                |                |                |                | 2               |                | 3              |                |                |  |            |
| Jujuy               | 7          | 7       |                |                |                |                |                 |                |                |                | 1              |  |            |
| La Rioja            | 6          | 6       |                |                |                |                |                 |                |                |                | 2              |  |            |
| Mendoza             | 9          | 9       |                |                |                |                |                 |                |                |                | 1              |  |            |
| Salta               | 9          | 9       |                |                |                |                |                 |                |                |                | 1              |  |            |
| San Juan            | 8          | 2       |                | 6              |                |                |                 |                |                |                |                |  |            |
| San Luis            | 8          | 8       |                |                |                |                |                 |                |                |                |                |  |            |
| Santa Fe            | 8          | 8       |                |                |                |                |                 |                |                |                |                |  |            |
| Santiago del Estero | 12         |         | 12             |                |                |                |                 |                |                |                |                |  |            |
| Tucumán             | 10         | 10      |                |                |                |                |                 |                |                |                |                |  |            |
| Total               | 133        |         | 91             | 16             | 6              | 5              | 5               | 3              | 3              | 3              | 1              |  | 23         |